# Victor von Meyenburg
Victor von Meyenburg (* 25. September 1834 in Schaffhausen; † 16. Februar 1893 in Dresden) war ein Schweizer Künstler und Bildhauer.

## Herkunft
Victor von Meyenburgs Eltern waren der Schaffhauser Bürgermeister Franz Anselm von Meyenburg (* 4. Dezember 1788; † 24. August 1864) und dessen Ehefrau Maria Kleophea Stockar (1791–1859).

## Leben
Schon in jungen Jahren erhielt Victor von Meyenburg beim Bildhauer und Maler Johann Jakob Oechslin Unterricht und absolvierte danach eine zweijährige Lehre als Bildhauer in dessen Werkstatt. 1856 ging er an die Akademie nach München, wo er unter Max von Widnmann studierte. 1859 ging er in das Atelier von Hugo Hagen nach Berlin. Von 1859 bis 1862 folgte ein Studienaufenthalt in Rom, anschliessend kehrte er nach Zürich zurück, bevor er 1869 nach Dresden ging. Hier pflegte er im Deutsch-Französischen Krieg 1870/1871 Verletzte und Gefangene. Der Kontakt nach Zürich blieb unter anderem anlässlich von Besuchen auf dem von seiner Gattin geerbten Landgut Schipf in Herrliberg erhalten.

## Familie
Victor von Meyenburg heiratete am 20. September 1866 in Herrliberg Konstanze von May (* 16. Januar 1844; † 7. April 1928), eine Tochter des Anwalts und Leiters der Firma Escher Wyss & Cie., Friedrich von May (1808–1875), und eine Enkelin des Hans Caspar Escher (1775–1859). Das Paar hatte mehrere Kinder:
- Fritz (* 7. Juli 1867)
- Sofie Elisabetha (* 29. August 1868; † 25. Februar 1947) ⚭ 1893 Kaiserl.-Konteradmiral Ernst Friedrich Johannes Meier, Abteil. Chef im Reichs-Marine-Amt (* 13. September 1860 in Flemmingen; † 14. September 1939 in Heidelberg)
- Konrad Viktor (* 13. Juli 1870; † 1952),[5] Konstrukteur von landwirtschaftlichen Maschinen ⚭ Henriette Martin (* 27. Juni 1874; † 1950)
- Constance (* 20. Mai 1872)
- Anna (* 6. Juni 1874)
- Ernst (* 19. September 1876)
- Walter (* 31. März 1880; † 1884)
- Marta (* 10. November 1882; † 10. März 1972), ab 1920 Leiterin der Sozialen Frauenschule in Zürich[6]
- Hanns (* 6. Juni 1887; † 6. November 1971), Pathologe

## Werke
Victor von Meyenburg schuf zahlreiche Büsten und Skulpturen als Fassadenschmuck des Polytechnikums und des Landesmuseums Zürich:
- Theseus (um 1860) als Geschenk an den Schaffhauser Kunstverein (Museum zu Allerheiligen)
- Denkmal für Johann Gottfried Seume, Bremen (1864); eine Kopie des Medaillons befindet sich in der Seumestrasse in Poserna
- Fassadenschmuck am Haus der Museumsgesellschaft in Zürich[7]
- Statuen für das Zürcher Polytechnikum, nach Vorschlägen von Gottfried Semper[8]
- Mozart (Büste)[9]
- Ludwig Vogel (Büste)[9]
- G. H. Schubert (Statue)[9]
- Hadlaub (1884, auf der Zürcher Platzpromenade, 1990 bei einem Sturm zerstört).
- Wiese (nach Johann Peter Hebels Gedicht), Echo und Heilige Cäcilie[10], Kunstmuseum Zürich
- Albert Bitzius (Jeremias Gotthelf)[11][12]
- Strauss, Friedr. Victor von Tormey, «Dichter, geb. Bückeburg 18. Sept. 1809. Porträt, Bronzerelief. Nach dem Leben modelliert von Victor v. Meyenburg (1876)»[13]

Die Figur des Hadlaub war dem aus Gottfried Kellers gleichnamiger Erzählung bekannten Zürcher Minnesänger gewidmet:
«Der Bildhauer, Herr von Meyenburg, aus Schaffhausen, in Dresden, gegenwärtig am Zürichsee oben auf Besuch, hatte sich bei einem frühern Aufenthalt in unserer Stadt erboten, zur Bekrönung der Brunnenstäule vor der Musikschule eine kleine Figur und zwar den ‹Hadlaub› zu liefern. Unter der Arbeit zeigte sich ihm die Gelegenheit zu einem wirklich schönen Kunstwerk und der Bildhauer entschloss sich zur Ausführung der grossen Statue, die nun allerdings nicht auf den Säulenknauf und überhaupt nicht mehr zu dem Brunnen beim Spiegel passt, für die aber sicher ein anderer, passender Standort gefunden werden wird.»
Viele Arbeiten von Meyenburgs sind im Laufe der Zeit zerstört worden oder sind in den Depots der Museen verschwunden. Daher sind fast keine seiner Arbeiten mehr im öffentlichen Raum zu finden. Auch über seine einst bedeutende Sammlung mittelalterlicher Kunst ist heute wenig bekannt.